# Robbie (Ja, robot)
"Robbie" je znanstveno fantastična kratka priča Isaaca Asimova. To je njegova prva priča koja uključuje robota. Pisanje je započeo 10. lipnja 1939. Prvi je put objavljena u rujanskom 1940. izdanju Super Science Stories magazina, pod nazivom "Strange Playfellow" (Neobičan prijatelj za igru), koji je odabrao urednik, Frederik Pohl, a Asimov je naziv doživio "neukusnim". Uređena verzija Robbie-ja je ponovno tiskana pod Asimovljevim izvornim naslovom, kao dio zbirki Ja, Robot (1950), Potpuni Robot (1982), i Robotske Vizije (1990). "Robbie" je četranesta priča koju je Asimov napisao, i deveta objavljena. Priča je dio Asimovljeva serijala o robotima, i prva objavljena priča koja spominje pozitronskog robota.
Priča se fokusira na tehnofobiju koja okružuje robote, i pogrešno postavljanje. Gotovo sve Asimovljeve objavljene ZF priče koje uključuju robote sadrže temu 'robota koji se okrene protiv stvoritelja'; Asimov je uzdržavao vjerovanje kako je Frankensteinov kompleks pogrešno usmjeren strah, a dosta njegovih djela pokušalo je pružiti primjere načina na koji roboti mogu pomoći čovječanstvu.

## Sažetak radnje

### Verzija iz 1940.
1996. g. (1982. u originalu), nijemi robot RB serije, nazvan Robbie (prema RB), je u vlasništvu obitelji Weston, kao dadilja njihove kćeri, Glorije. Glorijina majka je pripadnica lokalnog visokog društva, čija su uvjerenja vođena narodom koji ju okružuje. Dok su javno dostupni roboti bili novost, uživala je u pestižu jer posjeduje Robbie-ja. No, kako se stav protiv robota širio (kombinacija vjerskog fanatizma i radničkih zaklada), Gđa. Weston postaje zabrinuta kakav će učinak robotska dadilja ostaviti na Gloriju, jer se Gloria igra samo s Robbie-om, pa neće usvojiti socijalne vještine. Dvije godine nakon kupnje Robbie-ja, Gosp. Weston popušta ženinu navaljivnju, i vraća Robbie-ja natrag u tvornicu.
S obzirom na to da je Glorija bila jako povezana s robotom, kojeg je vidjela kao najboljeg prijatelja, prestaje se smješiti, smijati, i uživati u životu. Unatoč naporima roditelja, koji joj kupuju psa kao zamjenu za Robbie-ja, Glorija ne prihvaća promjenu, i postaje sve mrzovoljnija i tužnija. Majka pokušava racionalizirati situaciju, te tvrdi kako Glorija ne može zaboraviti robota jer je stalno okružena mjestima gdje su se Robbie i ona igrali, te nagovara muža da se presele u New York. Plan im se obije o glavu, kad Glorija povjeruje kako idu tražiti Robbie-ja, te da će angažirati privatne detektive.
Nakon što Westonovi odvedu kći da vidi sve moguće turističke atrakcije, gosp. Weston, već pomalo očajan, predloži ženi misao: Gloria ne zaboravlja Robbieja jer ga vidi kao osobu, a ne kao robota, kad bi ju odveli da vidi tvornicu robota, vidjela bi kako Robbie nije ništa više nego metal i strujni krugovi. Impresionirana, gđa Weston se složi za posjet  U.S. Robots and Mechanical Men, tvornici koja proizvodi robote. Tijekom ture, gosp. Weston želi vidjeti dio gdje roboti stvaraju druge robote. Kada dođu do tog dijela, dočeka ih iznenađenje: jedan od robotskih radnika je Robbie. Gloria potrči ispred vozila u 
želji da dođe do prijatelja, no Robbie ju spasi. Gđa. Weston se suoči s mužem: on je postavio cijelu situaciju. Robbie nije industrijski robot i nije ovdje trebao biti. Gosp. Weston je znao da ako uspije ponovno spojiti Robbie-ja and Gloriju, gđa. Weston ih neće moći odvojiti. Kako je robot spasio Gloriju, gđa. Weston napokon prihvaća kako Robbie nije bezdušno čudovište, i popušta.

### Revizija iz 1950.
Revizija sadrži dodatni sadržaj, koji prikazuje prvu pojavu (u kronologiji serijala) Susan Calvin i osigurava kontinuitet s ostatkom antologije Ja, Robot.
Susan, tada studentica, je u muzeju u New Yorku, gdje promatra izložak "prvog robota koji priča": velikog računala koje zauzima cijelu prostoriju i može odgovarati na verbalna pitanja posjetitelja. Iako čovjek nadzire koja pitanja su postavljena, on napušta prostoriju kod nema turista, a tada Gloria ulazi. Gloria pita računalo zna li gdje je Robbie, a misli da bi trebalo znati jer je Robbie "robot poput tebe." Računalo ne može shvatiti da postoji nešto poput njega, i sustav se nepovratno kvari. Susan zapiše par promatranja i odlazi, kako se nadziratelj pitanja vraća, razljućeno pokušavajući utvrditi što se dogodilo s uređajem.